# Unter Verdacht: Verdecktes Spiel
Verdecktes Spiel ist ein deutscher Fernsehfilm von Friedemann Fromm aus dem Jahr 2002. Es handelt sich um den Pilotfilm zur ZDF-Kriminalfilmreihe Unter Verdacht mit Senta Berger als Dr. Eva Maria Prohacek in der Hauptrolle. Neben dem von Gerd Anthoff verkörperten Vorgesetzten Prohaceks Dr. Claus Reiter und dem von Rudolf Krause gespielten Ermittler André Langner spielen die Gaststars Margret Völker, Heinz-Josef Braun, Christoph Gareisen, Wolfgang Böck und Thommy Schwimmer tragende Rollen. 
Dieser erste Fall findet seine endgültige Aufklärung erst viele Jahre später in der letzten Folge der Reihe Evas letzter Gang.

## Handlung

### Haupthandlung
Kriminalrätin Dr. Eva Maria Prohacek tritt ihren Dienst beim gerade neu eröffneten Münchner Kommissariat 143 an, bei dem ausschließlich Amtsdelikte bearbeitet werden. Prohacek hatte lange Zeit als Dozentin in Augsburg an der Polizei-Hochschule Vernehmungstechnik unterrichtet. Ihr wird der Hauptkommissar André Langner zugeteilt, der seinen Ärger darüber kaum verbergen kann und sich bei einem Verhör eher als störend denn hilfreich erweist. Prohacek ignoriert das inadäquate Verhalten Langners. Zu ihren ersten an sie herangetragenen Fällen gehören unter anderem ein Polizist, der beschuldigt wird, seinen Dienstapparat für Telefonsex genutzt zu haben, und die Vernahme einer Frau Sempf, Frau eines Polizisten, der sich in einer Autowerkstatt Vorteile mittels seines Polizeiausweises verschafft haben soll. Sempf kommt betrunken zur Vernehmung und erzählt Prohacek, dass ihr Mann eine Frau Weiss getötet und anschließend zur Vertuschung seiner Tat einen Brand gelegt habe, wofür er dann auch noch viel Geld erhalten haben soll. Martina Weiss habe zwei minderjährige Kinder gehabt, die ihre Mutter nach ihrem Schulunterricht tot im schon qualmenden Haus gefunden hätten. Als Prohacek die Frau am anderen Tag aufsucht, widerruft sie alles, was sie am Tag zuvor erzählt hat. Prohacek recherchiert und stellt fest, dass seinerzeit keinerlei Ermittlungen in dem Fall angestellt worden sind und eher ein ziemlich lebensfremder Sachverhalt als gegeben angenommen und der Fall zu den Akten gelegt worden ist.
Als Frau Sempf noch einmal mit Prohacek redet und gesteht, dass sie Angst habe, man könne sie umbringen, nachdem ihr Sarah und Lukas Weiss, die beiden Kinder der Toten, vorgeführt worden sind, taucht unvermittelt ein Mann auf, der behauptet, Sempfs Anwalt zu sein. Prohacek kommt das spanisch vor. Als sie die bereits auf Band aufgenommene Aussage Sempfs ihrem Vorgesetzten Dr. Claus Reiter vorspielen will, ist nichts mehr auf dem Band. Sie verdächtigt Langner, seine Hände im Spiel zu haben, der das vehement bestreitet und ihr seinerseits vorwirft, dass sie den Posten nur bekommen habe, weil sie eine „so halbwegs repräsentative Nudel, die eh’ keiner ernst“ nehmen würde sei und außerdem zu alt und ja schon halb in Pension. Sie habe den Posten, weil sie nämlich „garantiert niemanden rausschmeißen“ werde. Er habe die schlechteste Beurteilung im gesamten Revier, aber er lösche keine Bänder, ihm sei sowieso alles egal.
Sämtliche Versuche Prohaceks, Kontakt mit Sempf aufzunehmen, schlagen fehl. Dann findet sie die Frau tot in ihrer Wohnung auf. Ganz offensichtlich war Gewalt im Spiel. Reiter legt ihr nahe, den Fall auf sich beruhen zu lassen. Prohacek sucht daraufhin das Gespräch mit Langner und erklärt ihm, sie sei keine Marionette Reiters, den er offensichtlich nicht möge, und sie wolle den Fall gerne weiterführen, etwas sei da nicht in Ordnung. Über den Beamten Tann, der wegen der Sexgespräche verhört worden ist und der seinerzeit Sempfs Vorgesetzter war, versuchen Prohacek und Langner nun gemeinsam herauszubekommen, wo Sempf abgeblieben ist. Tann erzählt, dass Sempf die Kollegen seine Arbeit habe mitmachen lassen, er selbst sei immer nur an Geld interessiert gewesen. Nach seinem Ausscheiden aus dem Polizeidienst soll er eine Immobilienfirma gehabt haben. Immerhin finden Prohacek und Langner einen Hinweis auf das Wohnmodell „Paradiesgarten“. Dort sprechen beide als Paar vor und täuschen Interesse an Wohneigentum  vor, um so Einsicht in Unterlagen nehmen zu können. 
Als Prohacek Reiter mit ihrer These konfrontiert, dass Sempf ein Strohmann für eine Klientel von Leuten gewesen sei, die gewusst hätten, dass das Gebiet, in dem sich auch das Haus von Frau Weiss befand, demnächst als Baugebiet ausgewiesen werden würde, spricht seine Reaktion für sich selbst. Prohacek ist sich nun sicher, dass auch Reiter bei dieser unsauberen Sache seine Hände im Spiel hat. Reiters Reaktion ist schändlich. Er bittet Prohacek in sein Büro und stellt ihr dort die Polizeipsychologin Mackenroth vor, um dann die These aufzustellen, dass Prohacek sich selbst für den Selbstmord, wie er es nennt, von Frau Sempf verantwortlich fühle und deshalb eine Verschwörungstheorie entwickelt habe. Dann besitzt Reiter auch noch die Unverfrorenheit, das Gespräch auf den Tod von Prohaceks Sohn zu bringen. Wie beiläufig will er wissen, ob sie sich immer noch schuldig daran fühle. Als er Prohacek auch mit diesen Aktionen nicht von weiteren Ermittlungen abhalten kann, setzt er sich bei einer Vernehmung des Bauamtsmitarbeiters Bangert direkt neben Prohacek und schlägt nur für sie ersichtlich eine Akte auf, die ein Foto des toten Sohnes der Kriminalrätin zeigt. Prohacek kämpft mit sich, führt die Vernehmung aber trotzdem weiter. Staatsanwalt und Richter bedeuten ihr jedoch, dass das, was sie vorbringe, für eine Klageerhebung nicht ausreiche.
Als Langner ihr freudestrahlend sein mit Reiter aufgenommenes verräterisches Gespräch präsentiert, meint Prohacek, sie sei bereits vom Dienst suspendiert, ein Disziplinarverfahren gegen sie sei ebenso eingeleitet wie Ermittlungen des Jugendamtes Augsburg. In dieser Nacht erscheint Sempf bei Prohacek und drückt ihr nach einem kurzen Kampf ein Kissen aufs Gesicht. Als die Beamtin wieder zu sich kommt, liegt sie im Badezimmer auf dem Fußboden und sieht, wie Sempf eine Schlinge knüpft, um sie aufzuhängen. Prohacek kämpft verzweifelt gegen den ihr körperlich überlegenen Mann an und schafft es im letzten Moment, ihm einen Stielkamm in den Hals zu stoßen. Der ehemalige Polizist ist sofort tot. Vor ihrer Tür steht ein Wagen, in dem Bangert sitzt. Dieser hält auch jetzt noch dicht und verrät nicht, wer bei der Polizei ihn mit Informationen versorgt hat und in der äußerst lukrativen Bauaffäre „Paradiesgarten“ mit drinsteckt. Reiter stehen zwar die Schweißperlen auf der Stirn, man kann ihm ohne eine entsprechende Aussage aber nichts nachweisen. Und so muss Eva Prohacek zusammen mit Reiter vor die wartenden Journalisten treten, während der Polizeipräsident sie lobt und verkündet, dass sie ab sofort die Stellvertreterin von Dr. Reiter sei, ihrem Mentor!

### Parallelhandlung
Prohacek kümmert sich als Vormund um den 10-jährigen Cem, der in einem Heim in Augsburg untergebracht ist, von dort ausreißt und von ihr zurechtgewiesen wird. Bevor sie ihn in ein Taxi setzt und zurückschickt, geht sie mit ihm essen und ins Kino. Da er ihr von teuren Turnschuhen vorschwärmt, kauft sie diese anderentags und lässt sie nach Augsburg ins Heim schicken. Daraus versucht Reiter ihr einen Strick zu drehen, indem er eine Untersuchung ins Rollen bringt, dass sie sich Cem in sexueller Absicht genähert habe. Das soll dazu dienen, zu untermauern, dass Prohacek auf ihrem Posten nicht tragbar sei.
Auch schreckt Reiter nicht davor zurück, Eva Prohaceks schlimmes Schicksal dazu zu benutzen, um zu versuchen, sie mundtot zu machen. Die Kriminalrätin saß am Steuer des Wagens, mit dem es zu einem Unfall kam, als unverhofft ein Reh auf der Fahrbahn auftauchte. Dabei wurde ihr 17-jähriger Sohn tödlich verletzt. Sie war dann mit ihrem toten Kind drei Stunden im Wagen eingesperrt, ehe Hilfe kam, ein Trauma war die Folge. Erinnerungsfetzen drängen sich immer wieder nach vorn und erschweren ihren Alltag. 

## Produktion

### Produktionsnotizen, Hintergrund
Der Film wurde 2001 in München und Umgebung gedreht.
Senta Berger umschrieb ihre Figur und deren Situation mit den Worten: „Sie sticht in ein Wespennest, und sie hat sehr wenige Freunde.“ Die Einsamkeit erscheine Prohacek „gar nicht aufgezwungen, sondern als richtig. Diese Dr. Eva Prohacek gibt nach außen eine gute Figur ab, wirkt kompetent und selbstbewusst. Doch hinter der Fassade wird ein emotional angeschlagener Mensch deutlich. Eine Frau, der leicht der Boden unter den Füßen weggezogen werden kann, die im Gegenzug aber auch kämpfen will für ihre Ideale“. Berger betonte, sie verstehe den Film als „einen Politthriller, weniger als Krimi“. Man wolle „politische Verflechtungen zeigen und nicht bloß Kriminalfälle“. Eine Kommissarin wie Bella Block oder Rosa Roth habe sie „nicht spielen wollen. Lieber eine, die den Polizei-Apparat und damit auch das gesellschaftliche System kritisch durchleuchtet.“ Laut Berger „ein Job übrigens, der in der Realität wirklich vorwiegend von Frauen gemacht“ werde, „weil sie offensichtlich über eine größere Sensibilität“ verfügten.

### Veröffentlichung
Die Auftaktfolge wurde am 2. August 2002 zur Hauptsendezeit im Programm von arte erstausgestrahlt.

## Rezeption

### Kritik
Die Kritiker der Fernsehzeitschrift TV Spielfilm vergaben an den Film die bestmögliche Wertung; der Daumen zeigte nach oben, für Anspruch und Action gab es je einen von drei möglichen Punkten, für Spannung drei: „Karge, düstere Bilder und eine gebrochene Heldin sorgen für Spannung.“ Fazit: „Hochspannung mit ‚schwierigen‘ Figuren“; später: „Starker Auftakt zu einer Ausnahmereihe.“
Auf der Seite Filmfest München lobte man: „Ein engagierter Krimi, der auch die Arbeit der Polizei kritisch beleuchtet.“
Rainer Tittelbach gab dem Film auf seiner Seite tittelbach.tv 5½ von 6 möglichen Sternen und stellte fest: „Wer sich mit Beamtenkriminalität beschäftigt hat schlechte Karten. ‘Nestbeschmutzer’ werden auch bei der Polizei nicht gern gesehen. Kriminalrätin Eva Prohacek bekommt das zu spüren. Bei einem Routinefall stößt sie auf eine Frau, die behauptet, ihr Mann, ein Ex-Polizist, habe einen Auftragsmord begangen. ‘Verdecktes Spiel’ ist dank Alexander Adolph (Buch), Friedemann Fromm (Regie) und Jo Heim (Kamera) ein intelligentes, sehr suggestiv inszeniertes Krimi-Stück geworden. Dafür gab’s zu Recht den Adolf-Grimme-Preis.“ Senta Berger könne in diesem Auftaktfilm ihre „Qualitäten ausspielen. Ein Auftakt nach Maß für ‘Unter Verdacht’“.
Auf der Seite Kino.de hieß es, Fromm sei eine „emotionsreiche Umsetzung des Drehbuchs von Alexander Adolph gelungen, die oftmals stimmungsvolle, mitunter aber auch drastische Bilder“ […] liefere. In der Inszenierung „überzeuge Senta Berger als Kommissarin mit Vergangenheit ebenso wie Rudolf Krause als ihr Assistent Langner sowie Gert Anthoff als sich zunächst plump anbiedernder Vorgesetzter Reiter“. Wenngleich abzuwarten bleibe, inwieweit der neuen Reihe durch „die selbst auferlegte Beschränkung auf polizeiinterne Fälle genügend Abwechslungsreichtum gegeben“ sei, berge „das Ende des Pilotfilms für die nächsten Episoden ein hohes Spannungspotential: Da Reiter nichts nachzuweisen ist, muss sich Prohacek gemeinsam mit ihm vor der Presse für die Klärung des Falles loben lassen“.
Tilmann P. Gangloff bewertete den Film für das Internetportal evangelisch.de und meinte, dies sei ein Krimi, „in dem alles stimmt“. Regisseur Friedemann Fromm könne sich „getrost den Luxus leisten, auf jede Effekthascherei zu verzichten; das ausgezeichnete Drehbuch von Alexander Adolph“ sei „gerade in den Details derart sorgfältig, dass die Geschichte allein für Spannung genug sorge“. Jo Heims Kameraarbeit trage zudem dazu bei, „dass man sich der Dramaturgie kaum entziehen“ könne. „Immer wieder“ zeigten „die kühlen Bilder eine Einzelkämpferin in kalter Umgebung, die sich ohne jede Unterstützung einem übermächtigen Gegner entgegenstelle“. Allerdings finde sie „in ihrem zunächst völlig nutzlosen Assistenten […] schließlich einen nicht minder engagierten Mitstreiter. Wie Prohacek diesen Langner knack[e]“, sei „typisch für die Figur: mit viel Geduld und Einfühlungsvermögen, aber auch mal mit einer taktisch wohlüberlegten Provokation“.

### Auszeichnungen
Die Episode Verdecktes Spiel erhielt 2003 in Marl den Adolf-Grimme-Preis der dortigen Sparte „Fiktion & Unterhaltung“. Er ging gleichzeitig an die drei Hauptdarsteller Berger, Althoff und Krause sowie an den Drehbuchautor Alexander Adolph und den Regisseur Friedemann Fromm. Zudem ging der Juliane Bartel Medienpreis an die Produktion.